# Coelidiana krameri
Coelidiana krameri är en insektsart som beskrevs av Freytag 2000. Coelidiana krameri ingår i släktet Coelidiana och familjen dvärgstritar. Inga underarter finns listade i Catalogue of Life.